# 沙河乡 (金寨县)
沙河乡是中国安徽省金寨县下辖的一个乡。该乡西邻河南省，北邻关庙乡，东邻斑竹园镇，南邻湖北省。该乡辖区面积163平方公里，人口1.5万。乡治所设在罗坪。 

## 行政区划
沙河乡下辖以下村级行政区划单位
街道村、梓树村、香铺村、碾湾村、沙河村、楼房村、西河村、高牛村和祝畈村。